# 大阪府教育委員会
大阪府教育委員会（おおさかふきょういくいいんかい）は、大阪府の教育委員会である。

## 大阪府教育庁
- 教育総務企画課
- 人権教育企画課
- 教育振興室
  - 高等学校課
  - 高校再編整備課
  - 支援教育課
  - 保健体育課
- 市町村教育室
  - 小中学校課
  - 地域教育振興課
- 教職員室
  - 教職員企画課
  - 教職員人事課
  - 福利課
- 学校総務サービス課
- 施設財務課
- 文化財保護課
- 私学課

## 教育に関する条例

### 大阪府国旗国歌条例
2011年6月3日大阪府の施設における国旗の掲揚及び教職員による国歌の斉唱に関する条例が大阪府議会で大阪維新の会の賛成多数で可決成立した。君が代斉唱時に職員の起立斉唱を義務付けた全国初の条例。条例に背いた場合の罰則規定はなく、教員の処分は各教育委員会の裁量に任されている。

### 大阪府教育基本条例案
大阪維新の会は2011年9月に開かれる大阪府議会に「大阪府教育基本条例案」を提出する。前文で「政治が適切に教育行政における役割を果たす」と明記。条例が成立した場合、職務命令に三回反した教職員を免職でき、教育委員会事務局の部長や次長などの幹部を庁内や民間から公募、小中高校の教員や校長も公募できるとしている。

### 大阪府教育基本条例
2012年3月23日大阪府議会は、教育に関する3条例を大阪維新の会、公明、自民の3会派の賛成多数により可決した。2012年4月1日施行。
以下に名称と内容を示す。
- 府教育行政基本条例

知事が府教委と協議して教育目標となる教育振興基本計画を作成すると規定。また知事が教育委員の罷免権を持つことも明文化した。
- 府立学校条例

校長の権限強化や保護者の学校運営参加を定めた。
- 職員基本条例

職員評価に相対評価を導入や職務命令に違反した際の処分厳格化を定めた。

## 教員の不足
2012年10月23日、府教委は、教育再生3条例の施行後、初めておこなわれた来春採用の公立学校教員採用選考テストの志願者は前年度から約1割減。平均倍率が4.0倍で、史上2番目の低さだったと発表した。特に中学理科では倍率が2.0倍を切り、「水準に達する人材が確保できなかった」(府教委)ため、異例の追加募集を行った。
教育委員長陰山英男は「倍率の低下は条例の影響も考えられる。優秀な教員確保の方法を検討したい」と語った　　　　　　　

## 教員の高齢化と非正規化
2012年09月14日、毎日放送(MBS)は、大阪の公立学校において、教員の高齢化と非正規化が進んでいると報道した。
それにもかかわらず教員志願者が減っていることについて、教育評論家の尾木直樹は、新教育条例によって教員評価が見直され、罰則規定も増えた厳しい職場環境にあえて飛び込む教員志願者はいないから、と答えている。
この状況下で、2012年11月9日府教委は指導要綱により、2013年から10年ぶりに土曜授業の再開を行う。非正規教員は契約上、土曜授業を担当しないため、正規教員の負担増が見込まれる。この事について、改革を推し進めた橋下徹市長は、教員への負担増に対して、税金投入による補助によって応じたい、と述べた。

## 在日外国人の採用
大阪市教育委員会とともに1975年から独自に国籍条項を撤廃し、在日韓国人を中心とした在日外国人の教員採用を行ってきた。2006年には当教育委員会で韓国籍16人と中国籍1人、大阪市教育委員会で韓国籍6人の計23人を採用し、大阪府全体で外国人現職教員が初めて100人を超え（韓国・朝鮮101人、中国3人、台湾1人）、大阪府の外国籍教師は全国でも群を抜いた人数となっている（2006年時点で次に多い兵庫県で19人）。
1991年には日韓の外交「覚書」により、当時の文部省は在日外国人を「教諭」ではなく、管理職にはなれない「指導専任」の条件で国籍条項を撤廃することにした。しかし、当教育委員会では、2006年度から教頭と教職員の間で校務の要となるという「首席」という役職制度を独自に設置し、外国籍教師でも役職に就ける道を開いている。
在日本大韓民国民団は、これら大阪における外国籍教師の積極的採用は、民団大阪府本部の要望に基づくものであると語っている。

## 「人権啓発映画」製作
2008年、在日韓国人が本名を名乗り、偏見などを越えて前向きに生きようとする姿を描いたとする人権啓発映画「ホームタウン 朴英美（パクヨンミ）のまち」を製作。当教育委員会がストーリーを公募し、映画会社に委託して生野区のコリアタウンなどで撮影した。原案者によれば「民族的なルーツを重く背負うのは悲しい。違いを認め合い、ともに生きられる社会になってほしい」ことを訴えた内容としている。この映画は、関西テレビで放映され、府立中央図書館の視聴覚ライブラリーでも団体を対象に貸し出されている。

## 不祥事・トラブルなど

### 府立高校入試における大量採点ミス
2013年2月から3月にかけて実施した府立高校の入学試験において、全153校中54校において、正誤の間違いや配点ミスなど採点ミスが発生していたことが明らかとなった。ミスのあった学校のうち、大手前高校・成城高校の2校では、合否に影響が生じており、府教委はこれら各校の不合格者について不合格を取り消している。さらにその後の追加調査で、新たに2校でも採点ミスが判明し、うち美原高校では合否への影響が出ており、同教委は同じく不合格を取り消した。同年10月4日に府教委は、採点ミスのあった高校で管理職を務めていた教員や、採点に関わった教員ら計355人について、減給や戒告、訓戒などの懲戒処分とした。

## 市町村教育委員会
- 大阪市教育委員会
- 堺市教育委員会
- 豊中市教育委員会[15]
- 吹田市教育委員会